# Die Eiskönigin – Olaf taut auf
Die Eiskönigin – Olaf taut auf (Originaltitel: Olaf’s Frozen Adventure)  ist ein animierter Kurzfilm, produziert von Walt Disney Animation Studios und veröffentlicht von Walt Disney Pictures. Er basiert auf dem Animationsfilm Die Eiskönigin – Völlig unverfroren.

## Veröffentlichung
Die Eiskönigin – Olaf taut auf wurde gemeinsam mit dem Film Coco – Lebendiger als das Leben! veröffentlicht. Die deutsche TV-Premiere erfolgte am 23. Dezember 2017 auf RTL. Am 25. Oktober 2018 erfolgte die Veröffentlichung auf DVD.

## Handlung
Es ist Weihnachten in Arendelle und im Schloss von Arendelle wird eine große Überraschungs-Weihnachtsfeier vorbereitet. Elsa und Anna freuen sich auf das erste große Weihnachtsfest in Arendelle als vereinte Schwestern. Auch Olaf, der Schneemann, kann es kaum erwarten und „überrascht“ immer wieder die Bediensteten im Schloss während der Fest-Vorbereitung. Der Vorplatz des Schlosses ist gut gefüllt und die Weihnachtstradition von Arendelle steht bevor: Das Läuten der Weihnachtsglocke. Kristoff und Sven bringen die Weihnachtsglocke von Arendelle zum Schlossplatz. Durch das Läuten der Glocke durch Elsa, Anna und Olaf beginnt nach der Tradition offiziell Weihnachten in Arendelle. Nach dem Glocken-Geläut laden Elsa und Anna alle Bürger zu ihrer großen Überraschungs-Weihnachtsfeier ein. Jedoch verlassen alle sofort den Schlossplatz und gehen ihren eigenen Weihnachtstraditionen nach.
Olaf fragt die beiden Schwestern, ob sie auch eine Weihnachtstradition haben, was diese verneinen. Kristoff versucht die beiden mit der Legende von Flemmingrad aufzumuntern, die er mit den Trollen als Weihnachtstradition hat. Leider klappt das nicht. Elsa macht sich dafür selber verantwortlich, dass sie keine Weihnachtstradition haben, weil sie sich immer in ihrem Zimmer eingeschlossen hatte, und zieht sich zurück. Olaf gefällt es nicht, dass seine besten Freunde an Weihnachten so traurig sind und kommt auf eine Idee, wie er das Weihnachtsfest retten kann. Zusammen mit Sven reitet er auf einem Schlitten durch Arendelle und fragt die Bewohner nach ihren Weihnachtstraditionen und nimmt aus jedem Haushalt etwas mit. Das letzte Haus auf seiner Mission ist Oakens Hütte. Oakens Tradition ist es zusammen mit seiner Familie ein Saunabad zunehmen. Oaken gibt ihm eine kleine Sauna mit. Olaf und Sven machen sich auf dem Weg zurück zum Schloss und sind total begeistert, dass sie so viele Weihnachtstraditionen gesammelt haben. Auf ihrem Weg durch die Berge löst sich eine heiße Kohle von der Sauna und zündet den Schlitten mit den Weihnachtstraditionen an. Olaf merkt dies zunächst nicht und freut sich, dass es noch ein zweites Rentier hier gibt, welches eigentlich Sven ist, den er mit dem Schlitten überholt hat, da dieser sich zur Hälfte von Sven gelöst hat. Der Schlitten nimmt Fahrt auf und zieht die beiden in Richtung eines Abgrunds. Während Sven sich noch am Rand retten kann, fällt der Schlitten mit den Weihnachtstraditionen den Abgrund hinunter und Olaf landet auf der anderen Seite der Schlucht, wo er noch eine einzige Weihnachtstradition (ein Früchtebrot) retten kann. Er sagt zu Sven, dass sie sich im Schloss treffen. Jedoch begegnet er prompt den Wölfen des Waldes und muss nun von diesen wegrennen. Sven bekommt das mit und eilt zum Schloss, wo er versucht Kristoff zu erklären, dass Olaf seine Hilfe braucht. Der ist jedoch in der Zubereitung eines traditionellen Weihnachts-Eintopfes vertieft und versteht seinen Freund nicht. Anna und Elsa treffen sich in der Zwischenzeit auf dem Dachboden, wo Anna nach ihrer Weihnachtstradition sucht. Dort finden sie eine geheimnisvolle Box. Sie gehen runter in den Stall und sehen Sven, der Kristoff um Hilfe für Olaf bittet. Zusammen mit den beiden eilen sie in das Dorf von Arendelle und fragen die Bewohner, ob diese Olaf gesehen haben. Einige Bewohner schließen sich einer Suchaktion nach Olaf an. Dieser konnte inzwischen den Wölfen entkommen, hat aber seine letzte Weihnachtstradition verloren und ist so traurig, dass er nicht mehr zurückkehren will. Jedoch finden Anna und Elsa ihn und zeigen ihm die Box; deren Inhalt: lauter Kinderzeichnungen und Basteleien, die Olaf zeigen. Anna hat seit ihrer Kindheit jedes Jahr ein solches Geschenk für Elsa gebastelt und diese hat sie alle in der Box gesammelt; deshalb ist Olaf ihre Weihnachtstradition.
Als die „Familie“ wieder vereint ist, feiern sie alle zusammen mit den Bewohnern von Arendelle Weihnachten. Elsa möchte das Ganze besonders machen und benutzt ihre Magie, um einen großen Weihnachtsbaum aus Eis zu erschaffen. Am Ende kreiert sie einen Weihnachtsstern mit einer Olaf-Figur, die Anna vor einigen Jahren mal gebastelt hat, welchen sie Olaf ganz oben aufhängen lässt. Elsa sieht sich um und freut sich, dass sie bei ihren Freunden und ihrer Familie ist und denkt, dass Arendelle eine neue Tradition zu Weihnachten hat. Anna stimmt ihr zu und bedankt sich für diese Tradition bei Olaf.

## Besetzung und Synchronisation
Die deutsche Synchronisation entstand nach einem Dialogbuch und der Dialogregie von Nana Spier. Nina Schneider schrieb die deutschen Liedtexte; die musikalische Leitung übernahm Thomas Amper.
| Rolle                         | Originalsprecher              | Deutsche Sprecher                        |
| ----------------------------- | ----------------------------- | ---------------------------------------- |
| Olaf                          | Josh Gad                      | Hape Kerkeling                           |
| Königin Elsa von Arendelle    | Idina Menzel Eva Bella (Kind) | Dina Kürten Willemijn Verkaik (Gesang)   |
| Prinzessin Anna von Arendelle | Kristen Bell                  | Yvonne Greitzke Pia Allgaier (Gesang)    |
| Kristoff Bjorgman             | Jonathan Groff                | Leonhard Mahlich Manuel Straube (Gesang) |
| Oaken                         | Chris Williams                | Nik Hartmann                             |
| Herr Olsen                    | John de Lancie                | Dieter Memel                             |
| Frau Olsen                    | Lauri Fraser                  | Eva-Maria Werth                          |
| Zuckerstangenjunge            | Benjamin Deters               | Elias Chamlali                           |

## Kritiken
filmstarts.de schrieb Robert Laubenthal: „Mit dem 22-minütigen Kurzfilm […] bescheren uns die Walt Disney Animation Studios ein Wiedersehen mit den beliebten Figuren aus ihrem Mega-Hit ‚Die Eiskönigin – Völlig unverfroren‘“. „Der sympathische und herzensgute Schneemann Olaf (‚Ich liebe Umarmungen‘) sowie das traumhaft schöne winterliche Setting des Reiches Arendelle passen perfekt in die Weihnachtszeit.“ Der Film ist „mehr als ein action- und humorreiches Wintervergnügen,“ mit einem „manchmal schon fast aufdringlich gut gelaunten Schneemann.“